# Michaił Szczepietilnikow
Michaił Pawłowicz Szczepietilnikown, ros. Михаил Павлович Щепетильников (ur. ?, zm. 4 kwietnia 1957 w Nowym Jorku) – rosyjski wojskowy (pułkownik), emigracyjny działacz kozacki i kombatancki, szef Sztabu Formowania Kozackich Wojsk Tereka i Kubania podczas II wojny światowej.
Ukończył szkołę wojskową w Tyflisie. Służył jako młodszy oficer w oddziałach piechoty. Brał udział w I wojnie światowej. Służył w stopniu sztabskapitana w 40 Koływanskim Pułku Piechoty. Był ranny. W 1916 r. awansował na podpułkownika, zaś w 1917 r. pułkownika. W 1918 r. wstąpił do nowo formowanych wojsk Białych gen. Antona I. Denikina. Od kwietnia 1919 r. dowodził 14 Terskim Batalionem Płastuńskim, zaś od pocz. listopada tego roku 2 Kizlaro-Grebienskim Batalionem Płastuńskim. W 1920 r. objął dowództwo Terskiego Pułku Płastuńskiego. Został ciężko ranny. W poł. listopada tego roku wraz z wojskami Białych został ewakuowany z Krymu do Gallipoli. Mianowano go generałem majorem. Na emigracji zamieszkał w Czechosłowacji. Działał w Kozackim Ruchu Narodowym. Latem 1942 r. przybył na okupowany przez Niemców Kubań, gdzie współtworzył Sztab Formowania Kozackich Wojsk Tereka i Kubania z siedzibą w Piatigorsku, stając na jego czele. Na pocz. 1943 r. wraz z wojskami niemieckimi ewakuował się na zachód. Po zakończeniu wojny wyemigrował do USA, gdzie objął przewodniczenie nowojorskiego oddziału Związku Rosyjskich Inwalidów Wojennych. Zginął 4 kwietnia 1957 r. w wypadku samochodowym.